# Jaroslav Plašil
Jaroslav Plašil [ˈjaroslav ˈplaʃɪl] (* 5. Januar 1982 in Opočno) ist ein ehemaliger tschechischer Fußballspieler. Plašil spielte von 2004 bis 2016 für die Tschechische Fußballnationalmannschaft und nahm an den Fußball-Europameisterschaften 2004, 2008, 2012 und 2016 sowie der Fußball-Weltmeisterschaft 2006 teil. Seit Juni 2016 ist er einer von nur vier Tschechen, die 100 Länderspiele bestritten. Auf Vereinsebene stand er von 2009 bis 2019 beim französischen Erstligisten Girondins Bordeaux unter Vertrag, mit dem er den französischen Pokal 2013 gewann.

## Karriere

### Vereine
Nachdem Plašil seine Profi-Karriere beim SK Hradec Králové in Tschechien begonnenen hatte, wechselte er 1999 zum französischen Erstligisten AS Monaco. In der Spielzeit 2002/03 wurde er an den Ligue 2-Club US Créteil ausgeliehen. Ab der Saison 03/04 spielte er erneut in Monaco.
Für den AS Monaco war er 113 mal in Einsatz und schoss fünf Tore. Zu seinen größten Erfolgen zählen zwei dritte und ein zweiter Platz in der französischen Liga sowie das Erreichen des UEFA-Champions-League-Finales 2004.
Ende August 2007 wechselte Plašil zum CA Osasuna. In Pamplona unterschrieb er einen Vierjahresvertrag, die Ablösesumme betrug spanischen Medien zufolge 2,2 Millionen Euro. Im Juli 2009 wechselte der Tscheche zum französischen Meister Girondins Bordeaux.
Eines seiner ersten Spiele für Bourdeaux war das Supercupfinale 2009, das im kanadischen Montréal ausgetragen wurde und mit 2:0 gegen EA Guingamp gewonnen wurde. In der UEFA Champions League 2009/10 trafen sie in der Gruppenphase, für die sie direkt qualifiziert waren im ersten Spiel auf Juventus Turin und Plašil gelang in der 75. Minute das Tor zum 1:1-Ausgleich. Dies blieb der einzige Punktverlust, alle anderen Spiele wurden gewonnen, u. a. auch gegen den deutschen Rekordmeister FC Bayern München. Als Gruppensieger erreichten sie die K.-o.-Runde, wo sie im Achtelfinale Olympiakos Piräus ausschalteten. Im Viertelfinale trafen sie dann auf den Ligakonkurrenten Olympique Lyon. Nach einer 1:3-Niederlage in Lyon reichte das 1:0 im Rückspiel nicht um das Halbfinale zu erreichen. In der Liga lief es auch nicht optimal und als Sechste verpassten sie die europäischen Wettbewerbe. Ein Jahr später wäre der sechste zumindest in die Qualifikation zur UEFA Europa League gekommen, Bordeaux wurde aber nur Siebter. In der Saison 2011/12 konnte sie sich dann für die UEFA Europa League 2012/13 qualifizieren, wo sie bis ins Achtelfinale vorstießen, dort aber beide Spiele gegen den späteren Finalisten Benfica Lissabon verloren. Die Meisterschaftssaison 2012/13 schlossen sie als Siebte ab, womit sie wieder die europäischen Wettbewerbe verpassten. Besser lief es im Pokal und am 31. Mai 2013 führte er Bourdeaux als Mannschaftskapitän ins Pokalfinale, das mit 3:2 gegen FC Évian Thonon Gaillard gewonnen wurde.
In der Saison 2013/2014 wurde er nach vier Ligaspielen an den italienischen Erstligisten Catania Calcio verliehen, dem er aber nicht helfen konnte den Abstieg zu vermeiden.
Zur Saison 2014/15 kehrte er nach Bordeaux zurück und konnte sich mit dem Verein dann als Sechste für die UEFA Europa League 2015/16 qualifizieren, wo sie in der Gruppenphase aber nur viermal remis spielten und zwei Spiele verloren und damit als Gruppenletzte ausschieden. In der Liga landeten sie sogar nur auf einem enttäuschenden 11. Platz.

### Nationalmannschaft
Plašil durchlief die tschechischen Juniorenmannschaften. Mit der U-21-Mannschaft nahm er an der Qualifikation für die U-21-EM 2004 teil. Die Tschechen erreichten als Gruppensieger die Playoff-Spiele gegen die Schweiz. Nach einem 2:1-Sieg in der Schweiz, verloren sie das Heimspiel ebenfalls mit 1:2 nach Verlängerung und hatten dann im anschließenden Elfmeterschießen die schlechteren Schützen, wobeer noch zu den drei Tschechen gehörte die ihren Elfmeter verwandeln konnten. Pechvogel dabei war sein Mitspieler Jiří Koubský, der im ersten Spiel den 2:1-Siegtreffer und im zweiten Spiel das Tor zur 1:0-Führung erzielte, dann aber durch ein Eigentor die 1:2-Niederlage besiegelte. Dies war dann sein letztes Spiel auf U-Level.
Am 31. März 2004 kam er in Dublin bei der 1:2-Niederlage im Freundschaftsspiel gegen Irland zu seinem ersten Einsatz in der Nationalmannschaft seines Landes, als er in der 69. Minute eingewechselt wurde. In der Vorbereitung auf die EM 2004 wurde er dann am 2. Juni beim 3:1-Sieg gegen Bulgarien zu seinem zweiten Länderspiel wieder eingewechselt und erzielte vier Minuten später sein erstes Länderspieltor zum zwischenzeitlichen 2:0. Er wurde dann auch für die EM 2004 nominiert, wo er zu einem Startelf-Einsatz im Gruppenspiel gegen Vizeweltmeister Deutschland kam, als die bereits für das Viertelfinale qualifizierten Tschechen einige Stammspieler schonten, aber dennoch mit 2:1 gewannen, wodurch der Rekordeuropameister ausschied. Seine Mannschaft überstand dann ohne ihn das Viertelfinale, verlor aber im Halbfinale durch ein Silver Goal gegen den späteren Europameister Griechenland.
Danach musste er aber acht Monate auf seinen nächsten Einsatz warten. Im März 2005 kam er dann wieder zum Zuge und wurde ab da regelmäßig eingewechselt, so in fünf Spielen der Qualifikation für die WM 2006, die die Tschechen über die Play-off-Spiele der Gruppenzweiten erreichten. Am 1. März 2006 stand er dann beim Freundschaftsspiel gegen die Türkei in seinem elften Länderspiel erstmals über 90 Minuten auf dem Platz, wurde aber in der 90. Minute ausgewechselt. Bei der WM stand er in den drei Spielen in der Startelf und wurde nur beim 0:2 gegen Ghana beim Stand von 0:1 ausgewechselt. Da die Tschechen auch noch gegen den späteren Weltmeister Italien verloren, schieden sie nach der Gruppenphase aus.
In der darauf folgenden Qualifikation für die EM 2008 kam er in allen Spielen zum Einsatz und erzielte gegen die bereits für die EM qualifizierten Deutschen sein zweites Länderspieltor zum 3:0-Endstand. Die Tschechen zogen durch den Sieg noch an Deutschland vorbei und wurden Gruppensieger. Bei der EM-Endrunde gewann er mit Tschechien das Eröffnungsspiel gegen die Schweiz mit 0:1, verlor dann aber gegen Portugal mit 1:3. Im letzten Gruppenspiel gegen die Türkei reichte ihnen ein Remis um das Viertelfinale zu erreichen. Plašil erzielte in der 62. Minute das 2:0 für die Tschechen und wurde in der 80. Minute beim Stand von 2:1 ausgewechselt. In den Schlussminuten konnten die Türken dann noch zwei Tore erzielen, wodurch sie statt der Tschechen das Viertelfinale erreichten.
In die Qualifikation für die WM 2010 gingen sie als die in der FIFA-Weltrangliste am besten Platzierte Mannschaft der Gruppe, verspielten die Qualifikation aber schon in den ersten beiden Spielen, in denen sie gegen die später hinter ihnen platzierten Nordiren und Polen nur einen Punkt holten. Am Ende mussten sie dem Nachbarn Slowakei und Slowenien den Vortritt lassen.
Die Gruppenphase der Qualifikation für die EM 2012 schlossen sie hinter Titelverteidiger und Weltmeister Spanien als Zweite ab, setzten sich dann aber in den Relegationsspielen der Gruppenzweiten mit zwei Siegen gegen Montenegro durch. Plašil wurde in sieben Gruppenspielen, in denen er zwei Tore erzielte und den beiden Playoff-Spielen eingesetzt. Kurz davor durfte er am 6. September 2011 beim Freundschaftsspiel gegen die Ukraine, das mit 4:0 gewonnen wurde, die Mannschaft der Tschechen erstmals als Mannschaftskapitän aufs Feld führen.
Bei der EM-Endrunde, bei der er in allen Spielen der Tschechen jeweils über 90 Minuten spielte, lief es in der Gruppenphase umgekehrt als vier Jahre zuvor: ihr erstes Spiel verloren die Tschechen mit 1:4 gegen Russland, gewannen dann aber gegen Ex-Europameister Griechenland und Gastgeber Polen, wodurch sie das Viertelfinale erreichten. Hier verloren sie allerdings durch ein Tor von Cristiano Ronaldo mit 0:1 gegen Portugal.
Die Qualifikation für die WM 2014 verspielten sie durch eine überraschende Heimniederlage gegen Armenien, gegen das sie erstmals verloren und dadurch später nur Dritte wurden.
Besser lief die Qualifikation für die EM 2016 auch wenn sie erst durch einen 3:2-Sieg gegen bei den nicht für die EM-Qualifizierten Niederländern den Gruppensieg perfekt machen konnten. Plašil kam in der Qualifikation aber nur noch zu fünf Einsätzen, wobei er nur zweimal über 90 Minuten spielte.
Am 19. Mai wurde er in den vorläufigen EM-Kader mit 28 Spielern berufen. Im ersten Testspiel danach erzielte er beim 6:0 gegen Malta mit seinem siebten Länderspieltor das 1:0 und wurde dann vier Tage später auch für den endgültigen Kader berücksichtigt. Am 5. Juni machte er dann im letzten EM-Testspiel gegen Südkorea, das aber mit 1:2 verloren wurde, als vierter Tscheche sein 100. Länderspiel. Danach gehörte er in allen drei EM-Spielen zum Stammteam.
Nach dem Vorrunden-Aus der Tschechen erklärte Plašil nach 103 Länderspielen seinen Rücktritt aus der Nationalmannschaft. Das verkündete Trainer Pavel Vrba nach dem 0:2 gegen die türkische Mannschaft im letzten Spiel.

## Erfolge
- Französischer Supercupsieger: 2009
- Französischer Pokalsieger 2013